# Flyer III
Flyer III został zbudowany w 1905 r. Z pełnym zapasem paliwa mógł przebywać w powietrzu pół godziny. W 1909 r. armia amerykańska zamówiła wojskową wersję Flyera III, czyniąc go tym samym pierwszym samolotem wojskowym.